# Bársonyos
Bársonyos là một thị trấn thuộc hạt Komárom-Esztergom, Hungary. Thị trấn này có diện tích 16,87 km², dân số năm 2010 là 736 người, mật độ 44 người/km².